# Babkin
Babkin je priimek več oseb:
- Aleksej Nikitič Babkin, sovjetski general
- Kiril Aleksejevič Babkin, sovjetski general
- Jakov Sergejevič Babkin, sovjetski general
- Boris Petrovič Babkin, ruski psiholog